# Bruno Spire
Pour les articles homonymes, voir Spire.
Bruno Spire, né le 30 juin 1960, est un médecin français, directeur de recherches à l'INSERM.

## Biographie
Il commence sa carrière de chercheur à l'Institut Pasteur aux côtés de Jean-Claude Chermann et de Françoise Barré-Sinoussi (Prix Nobel de Médecine 2008) avant de s'installer à Marseille.
Il est l'un des inventeurs de la molécule HPA-23.
Il préside l'association AIDES de 2007 à juin 2015, date à laquelle Aurélien Beaucamp lui succède. 
Il se marie en 2013 avec Michel Bourrelly, responsable de l'offre de soins pour l'Afrique de l'association.